# Frenezja romantyczna
Frenezja romantyczna (z fr. frénétique – gwałtowny, szaleńczy) – cecha utworów literackich, odznaczająca się obfitością motywów okropności, zbrodni i szaleństwa, a także rozmiłowaniem autorów w opisywaniu makabrycznych scen. W utworach frenetycznych bohaterowie ulegają nikczemnym namiętnościom, pogardliwie odrzuciwszy prawdziwe wartości, co kończy się dla nich tragicznie. Częsta jest też ingerencja piekielnych mocy w losy ludzi.
Frenezja była szczególnie popularna we wczesnym romantyzmie.

## Najgłośniejsze utwory frenetyczne
- Han z Islandii Wiktora Hugo,
- Zamek kaniowski Seweryna Goszczyńskiego,
- Frankenstein Mary Shelley.